# スマイル・フォー・ミー (河合奈保子の曲)
「スマイル・フォー・ミー」は、河合奈保子が1981年6月1日にリリースした5枚目のシングルである(EP:AH-71)。

## 解説
- 以前よりコンサートで披露していた同曲は、ファンからの熱い要望によりレコード化された。
- オリコンでは、河合自身初めての10位以内にランクイン（最高位4位、100位内15週）。26.0万枚の売上を記録し、1983年の「エスカレーション」に次ぐヒット曲となった[1]。
- ジャケットの写真は雑誌『月刊平凡』（マガジンハウス）の提供である。
- この曲で1981年末の「第32回NHK紅白歌合戦」に初出場を果たし、第23回日本レコード大賞では松田聖子、田原俊彦、柏原よしえとともにゴールデン・アイドル賞を受賞した。
- 同曲披露時の河合は、ハート形のスマイルマーク（赤色・黄色の2パターンが有り）が付いた、オリジナルのスタンド・マイクを使用していた。
- B面曲の「セレネッラ」とともに、アルバム『ダイアリー』に収録されているが、ともにアルバム・バージョンである。

## 収録曲
1. スマイル・フォー・ミー（3分34秒）
作詞：竜真知子／作曲：馬飼野康二／編曲：大村雅朗
2. セレネッラ（3分42秒）
作詞：櫛田露孤・伊藤アキラ／作曲：川口真／編曲：船山基紀

## 演奏
- Drums: Yoshinobu Takimoto
- Bass: Yasuo Tomikura
- E.Guitar: Shigeru Suzuki
- A.Guitar: Toshiaki Usui
- Keyboards: Akira Nishimoto
- Percussion: Pecker
- Trumpets: Koji Hatori, Hitoshi Okano, Toshio Araki
- Trombones: Eiji Arai, Yasuo Hirauchi, Marumi Mita, Suio Okada
- Strings: Ohno group
- Background vocals: Michiko Ogata, Hiroshi Koide, Masakazu Togo

## カバーした歌手
- 福圓美里 (黒乃胡夢) - アニメ『ロザリオとバンパイアCAPU2』のキャラクター・ソング、2008年
- 飯田里穂 - レコチョク配信シングル、2010年